# ペトシーン
ペトシーン (Petřín)は、チェコ共和国プラハにある丘。
プラハの中心部、ヴルタヴァ川左岸にあり、標高約327メートル。緑に覆われた広い公園があり、丘の頂上にある1891年に建てられたペトシーン展望台はパリのエッフェル塔を参考にしたと考えられている。1135年までさかのぼるといわれ18世紀に再建された聖ヴァヴジネツ教会、1360年から1362年の間にかけて築かれた飢えの壁などといった歴史的建造物がある。
また、天文台や鏡の迷路があり、1891年に開通したケーブルカーが通っている。